# Gyrophyllum sibogae
Gyrophyllum sibogae är en korallart som beskrevs av Sydney John Hickson 1916. Gyrophyllum sibogae ingår i släktet Gyrophyllum och familjen Pennatulidae. Inga underarter finns listade i Catalogue of Life.